# Julien Duranville
Julien Duranville (Uccle, 5 maggio 2006) è un calciatore belga, attaccante del Borussia Dortmund e della nazionale belga.

## Caratteristiche tecniche
Di ruolo ala destra, è abile nel dribbling e dispone di buona fantasia.

## Carriera

### Club
Cresciuto nel settore giovanile dell'Anderlecht, il 6 maggio 2021 firma il suo primo contratto da professionista con i Paars-wit, valido fino al 2024. Il 22 maggio 2022 fa il suo esordio in prima squadra, disputando l'incontro di Pro League pareggiato per 1-1 contro il Club Bruges.
Il 27 gennaio 2023 viene acquistato dal Borussia Dortmund per una cifra di 8 milioni e mezzo di euro. Debutta con i tedeschi subentrando nel secondo tempo dell'ultima giornata di Bundesliga pareggiata 2-2 contro il Mainz, vedendo sfumare così l'opportunità di vincere il suo primo trofeo. La stagione successiva a causa di diversi infortuni che lo tengono per lunga parte della stagione ai box, colleziona solamente due presenze in campionato. Segna il suo primo gol con la casacca nero-gialla il 17 agosto 2024 nel primo turno di DFB-Pokal vinto per 4-1 contro il Phönix Lübeck.

### Nazionale
Ha rappresentato le nazionali giovanili belghe, per poi venire convocato per la prima volta dalla nazionale maggiore il 30 agosto 2024, con cui esordisce il 6 settembre seguente nella sfida vinta per 3-1 in Nations League contro Israele.

## Statistiche

### Presenze e reti nei club
Statistiche aggiornate al 27 settembre 2024.
| Stagione          | Squadra           | Campionato        | Campionato | Campionato | Coppe nazionali | Coppe nazionali | Coppe nazionali | Coppe continentali | Coppe continentali | Coppe continentali | Altre coppe | Altre coppe | Altre coppe | Totale | Totale |
| Stagione          | Squadra           | Comp              | Pres       | Reti       | Comp            | Pres            | Reti            | Comp               | Pres               | Reti               | Comp        | Pres        | Reti        | Pres   | Reti   |
| ----------------- | ----------------- | ----------------- | ---------- | ---------- | --------------- | --------------- | --------------- | ------------------ | ------------------ | ------------------ | ----------- | ----------- | ----------- | ------ | ------ |
| 2021-2022         | Anderlecht        | D1                | 0+1        | 0          | CB              | 0               | 0               | UECL               | 0                  | 0                  | -           | -           | -           | 1      | 0      |
| 2022-gen. 2023    | Anderlecht        | D1                | 6          | 1          | CB              | 0               | 0               | UECL               | 4                  | 0                  | -           | -           | -           | 10     | 1      |
| Totale Anderlecht | Totale Anderlecht | Totale Anderlecht | 6+1        | 1+0        |                 | 0               | 0               |                    | 4                  | 0                  |             | -           | -           | 11     | 1      |
| ago.-nov. 2022    | RSCA Futures      | D2                | 4          | 1          | -               | -               | -               | -                  | -                  | -                  | -           | -           | -           | 4      | 1      |
| gen.-giu. 2023    | Borussia Dortmund | BL                | 1          | 0          | CG              | 0               | 0               | UCL                | 0                  | 0                  | -           | -           | -           | 1      | 0      |
| 2023-2024         | Borussia Dortmund | BL                | 2          | 0          | CG              | 0               | 0               | UCL                | 0                  | 0                  | -           | -           | -           | 2      | 0      |
| 2024-2025         | Borussia Dortmund | BL                | 1          | 0          | CG              | 1               | 1               | UCL                | 0                  | 0                  | Cmc         | -           | -           | 2      | 1      |
| Totale carriera   | Totale carriera   | Totale carriera   | 15         | 2          |                 | 1               | 1               |                    | 4                  | 0                  |             | -           | -           | 20     | 3      |

### Cronologia presenze e reti in nazionale
| Cronologia completa delle presenze e delle reti in nazionale ― Belgio | Cronologia completa delle presenze e delle reti in nazionale ― Belgio | Cronologia completa delle presenze e delle reti in nazionale ― Belgio | Cronologia completa delle presenze e delle reti in nazionale ― Belgio | Cronologia completa delle presenze e delle reti in nazionale ― Belgio | Cronologia completa delle presenze e delle reti in nazionale ― Belgio | Cronologia completa delle presenze e delle reti in nazionale ― Belgio | Cronologia completa delle presenze e delle reti in nazionale ― Belgio |
| Data                                                                  | Città                                                                 | In casa                                                               | Risultato                                                             | Ospiti                                                                | Competizione                                                          | Reti                                                                  | Note                                                                  |
| --------------------------------------------------------------------- | --------------------------------------------------------------------- | --------------------------------------------------------------------- | --------------------------------------------------------------------- | --------------------------------------------------------------------- | --------------------------------------------------------------------- | --------------------------------------------------------------------- | --------------------------------------------------------------------- |
| 6-9-2024                                                              | Debrecen                                                              | Belgio                                                                | 3 – 1                                                                 | Israele                                                               | UEFA Nations League 2024-2025 - 1º turno                              | -                                                                     | 64’                                                                   |
| 9-9-2024                                                              | Lione                                                                 | Francia                                                               | 2 – 0                                                                 | Belgio                                                                | UEFA Nations League 2024-2025 - 1º turno                              | -                                                                     | 83’                                                                   |
| Totale                                                                |                                                                       | Presenze                                                              | 2                                                                     |                                                                       | Reti                                                                  | 0                                                                     |                                                                       |